# The Wealth of Nations

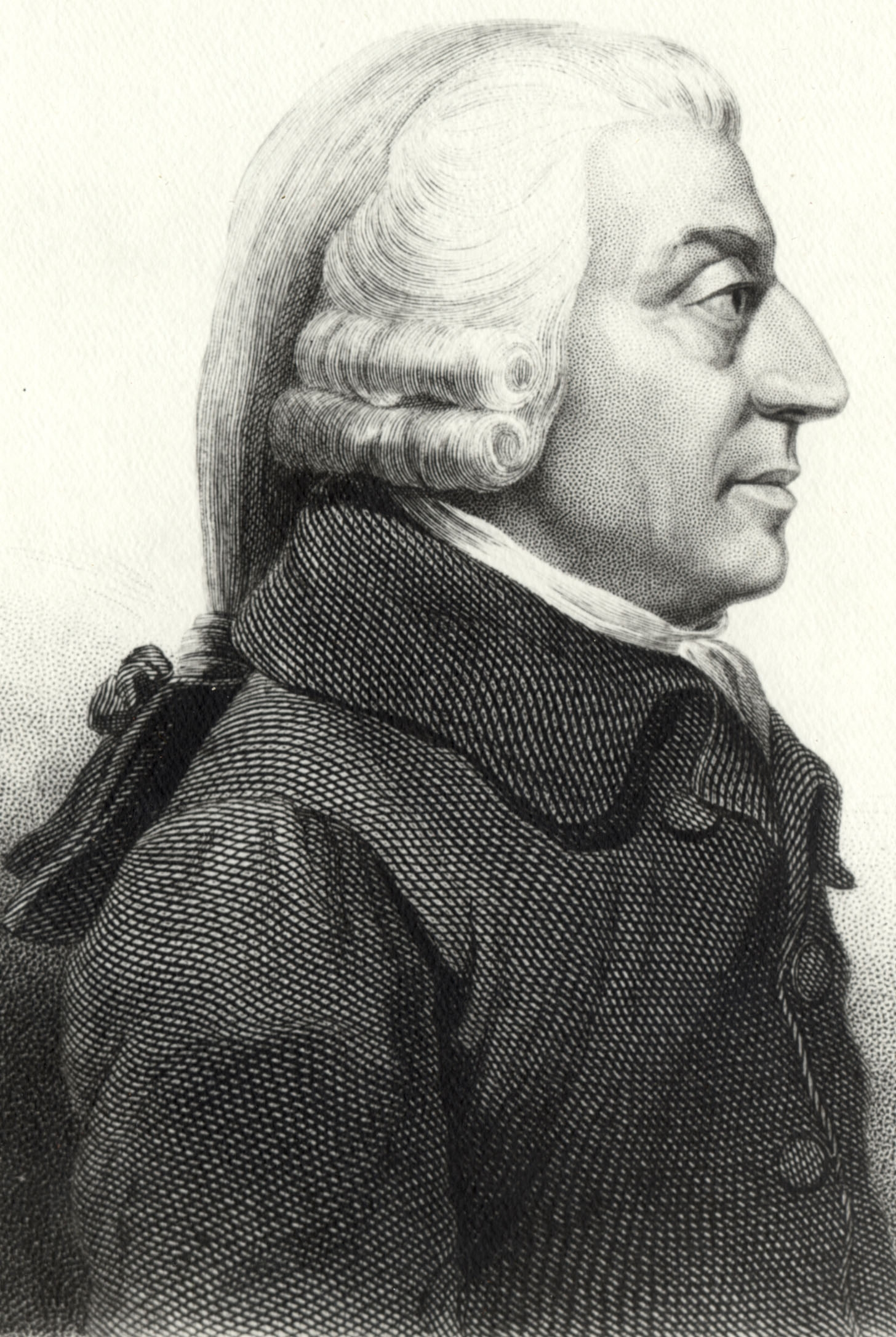
Adam Smith

An Inquiry into the Nature and Causes of the Wealth of Nations, doorgaans afgekort tot The Wealth of Nations (Een onderzoek naar de aard en oorzaken van de rijkdom der naties, of De rijkdom der naties) is het magnum opus van Adam Smith, gepubliceerd in 1776 aan de vooravond van de industriële revolutie. In de boeken worden ook de principes van de vrijemarkteconomie voor het eerst systematisch verdedigd. Het bestaat uit vijf boeken en twee delen.

## Onderwerpen

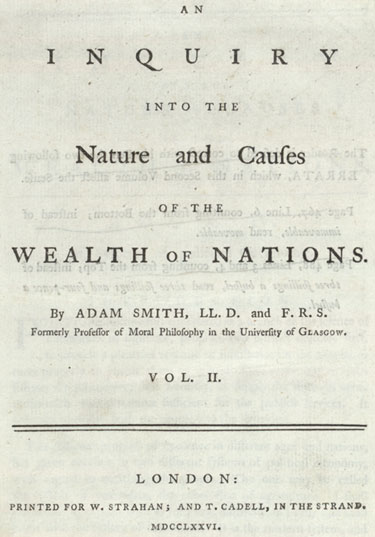
Titelpagina van Adam Smiths ‘The Wealth of Nations’

De specifieke onderwerpen die aan bod komen, zijn:

### De industriële revolutie
Boek I van The Wealth of Nations presenteert Smiths idee van de industriële revolutie, maar hij begint vanuit een antropologische fabel die speelt in een maatschappij van jager-verzamelaars. Hij zet zijn arbeidswaardetheorie uiteen, volgens welke arbeid de bron en maat van alle waarde is. Hij legt zijn theorie uit met het voorbeeld van twee jagers, die bevers en herten uitwisselen volgens een koers bepaald door de hoeveelheid werk die nodig is om de beide diersoorten te vangen.
Zodra Smiths jagers een overschot produceren, kunnen ze dit ruilen tegen bijvoorbeeld wapens, om de jacht efficiënter te maken. Is het overschot groot genoeg, dan kan een klasse ontstaan die zich in leven houdt door op de markt wapens, gereedschap of diensten aan te bieden, in plaats van zelf te jagen. De arbeidsdeling is een feit.
Gaandeweg komt kapitaalaccumulatie op gang, en nadat ook grondeigendom geprivatiseerd is en geld ingevoerd, ontstaat het beeld van een markteconomie met de drie klassieke productiefactoren: arbeid, grond en kapitaal. Deze drie zijn te onderscheiden aan de hand van hun factorbeloningen loon, pacht en winst. Voor alle drie wijst Smith een apart regulerend principe aan.
Het natuurlijke loon is bij Smith de kosten van levensonderhoud voor een arbeider en zijn gezin, dus een reële beloning die voldoende is om de productiefactor arbeid te reproduceren. Voor geschoolde arbeid moeten daar de scholingskosten bij opgeteld worden. Als arbeiders vrij zijn om van beroep te wisselen (afwezigheid van gildes en andere beperkingen), dan zal onderlinge concurrentie het loon in de richting van dit natuurlijke niveau sturen: de arbeiders staan door hun grote aantal, geringe bezit en gebrek aan politieke invloed zwak tegenover de kapitaalbezitters en zullen zich moeten schikken. Alleen zolang de economie groeit zal het loon stelselmatig hoger zijn dat het natuurlijke niveau, door de grote vraag naar arbeid. Zodra de grenzen van deze groei bereikt zijn, zullen de ongeschoolde arbeiders terugvallen op het bestaansminimum. Ook het aanbod van arbeid wordt zo gereguleerd: hoge groei schept werkgelegenheid en maakt bevolkingsaanwas mogelijk, maar een stagnerende economie zal door kindersterfte op een constant niveau blijven.
De winsten op kapitaal ontstaan doordat de arbeider een bepaald deel van zijn geproduceerde waarde inlevert aan de kapitaalbezitter. De prijs die voor het product gevraagd kan worden is tegelijk onderhevig aan de wet van vraag en aanbod, maar kent een minimum evenwichtsprijs in de vorm van de productiekosten, dus arbeidskosten + materiaalkosten (materiaalkosten zijn weer arbeidskosten + materiaalkosten van het materiaal, etc., dus uiteindelijk is alle waarde tot arbeid te herleiden). Binnen elke branche concurreren de kapitaalbezitters onderling door hun productiekosten zo laag mogelijk te houden; dit geschiedt door de kapitaalintensiteit te verhogen en zo een verdere arbeidsdeling mogelijk te maken. Ook tussen bedrijfstakken geldt concurrentie, omdat nieuwe kapitalen daar geïnvesteerd zullen worden waar de winstvoet het hoogst is. Uiteindelijk komt een natuurlijke winstvoet tot stand die een bepaald percentage boven de algemene rentevoet ligt.
De pacht, tot slot, is bij Smith simpelweg datgene wat de grondeigenaar uit de pachter kan persen, tot er voor die laatste slechts de in de landbouw gebruikelijke winstvoet overblijft. Grondprijzen en pachten worden zo bepaald door de factoren die de winsten van de pachters bepalen: kwaliteit en ligging van de grond, aanwezigheid van externaliteiten als wegen en kanalen.

### Mercantilisme
Adam Smith bekritiseert de theorie en het beleid van het mercantilisme. Meer bepaald bekritiseert The Wealth of Nations twee belangrijke principes van mercantilisme:
1. het idee dat protectionistische invoerrechten een staat enkel ten goede komen;
2. het idee dat grote reserves goud en andere edele metalen noodzakelijk zijn voor de economische welvaart van een land.

### Het concept van deOnzichtbare Hand

#### Concept
De "Onzichtbare Hand" is een concept uit het werk waar vaak naar verwezen wordt, hoewel Smith het daar maar één keer specifiek over heeft. Het idee achter de "Onzichtbare Hand" is dat mensen die handelen uit eigenbelang vaak gelijktijdig bijdragen aan de gemeenschap zonder dat dit hun intentie is.
...every individual necessarily labours to render the annual revenue of the society as great as he can. He generally, indeed, neither intends to promote the public interest, nor knows how much he is promoting it. By preferring the support of domestic to that of foreign industry, he intends only his own security; and by directing that industry in such a manner as its produce may be of the greatest value, he intends only his own gain, and he is in this, as in many other cases, led by an invisible hand to promote an end which was no part of his intention. Nor is it always the worse for the society that it was no part of it. By pursuing his own interest he frequently promotes that of the society more effectually than when he really intends to promote it. I have never known much good done by those who affected to trade for the public good. (boek 4, hoofdstuk 2).
("... ieder individu werkt noodzakelijkerwijs om de jaarlijkse opbrengst van de samenleving zo groot mogelijk te maken. Inderdaad, over het algemeen bedoelt hij niet het publieke belang te dienen, noch weet hij hoeveel hij het dient. Met zijn voorkeur voor het steunen van binnenlandse boven buitenlandse bedrijvigheid, heeft hij alleen zijn eigen welzijn voor ogen; en bij het richten van deze bedrijvigheid op een zodanige wijze dat de opbrengsten van maximale waarde zijn, heeft hij alleen zijn eigen profijt voor ogen, en hierin wordt hij, evenals in vele andere gevallen, gestuurd door een onzichtbare hand om een doel te bevorderen dat geen onderdeel vormde van zijn intentie. Noch is de samenleving altijd slechter af omdat het daar geen onderdeel van vormt. Door het nastreven van zijn eigen belang bevordert hij vaak dat van de samenleving effectiever dan wanneer hij bedoelde dat te bevorderen. Ik kan niet veel goeds noemen dat gedaan is door hen wier voorkeur uitgaat naar handel voor het publieke belang.")
In deze passage uit Boek IV Hoofdstuk 2 zet Adam Smith een van de centrale mechanismes uiteen hoe een marktsamenleving volgens hem werkt. Elk individu werkt om een inkomen te hebben om producten te kopen, waarbij hij zijn eigen veiligheid en voordeel voor ogen heeft. Dit is niet slecht noch erg, omdat hij daarbij - zonder dat dit zijn intentie is - ook vaak het publieke belang dient. Adam Smith zag de "onzichtbare hand" als het mechanisme waarbij een weldadige God een universum beheert. Een universum waarin menselijk geluk wordt gemaximaliseerd. In zijn boeken maakt hij duidelijk dat een aanzienlijke structuur van regulering en instellingen noodzakelijk is om de "onzichtbare hand" efficiënt te laten werken.

#### Weerbaarheid van de markt
Anderzijds echter verwijst "de onzichtbare hand" ernaar dat de markt in staat is om zich, zonder interventie door een regering of andere organisaties, te verdedigen tegen ogenschijnlijk rampzalige toestanden . Smith zelf gebruikte de term "onzichtbare hand" niet in deze betekenis. Bijvoorbeeld: Smith zegt dat als zich een tekort van een product zou voordoen, de prijs van dit product zou stijgen, waardoor er een stimulans wordt gecreëerd om het te produceren en de consumptie te doen dalen en zo het tekort weg te werken.
De verhoogde concurrentie tussen de producenten en de gestegen voorraad zou de prijs van een product eveneens doen dalen naar zijn productieprijs plus een kleine winstmarge, de "natuurlijke prijs". Smith was ervan overtuigd dat, hoewel mensen vaak door egoïsme en hebzucht gedreven werden, de concurrentie in de vrijemarkteconomie de gemeenschap als geheel ten goede komt. Dit werd later aangepast als een universeel principe door de laissez-faire-economen van de 19de eeuw.

#### Regulering?
Smith beweert niet dat de vrije markt alle economische problemen kan oplossen. Bijvoorbeeld met betrekking tot regulering zegt hij:
Whenever the legislature attempts to regulate the differences between masters and their workmen, its counsellors are always the masters. When the regulation, therefore, is in favour of the workmen, it is always just and equitable; but it is sometimes otherwise when in favour of the masters. (boek 1, hoofdstuk 10).
("Telkens als de wetgevende macht probeert de verschillen tussen werkgevers en hun werknemers te regelen, zijn de raadgevers altijd de werkgevers. Wanneer de regeling ten gunste van de arbeiders is, is ze dan ook altijd rechtvaardig en billijk, maar ze is dat soms niet wanneer ze in het voordeel van de werkgevers is.")
In The Wealth of Nations stelt Smith dat de regulering door de overheid van de private sector niet een kwestie van wellus-niets is maar een kwestie van de balans Herstellen en behouden.
The obvious and simple system of natural liberty establishes itself of its own accord... The sovereign [i.e., politician] is completely discharged from a duty, in the attempting to perform which he must always be exposed to innumerable delusions, and for the proper performance of which no human wisdom or knowledge could ever be sufficient: the duty of superintending the industry of private people. (boek 4, hoofdstuk 9).
("Het evidente en eenvoudige stelsel der natuurlijke vrijheid vestigt zich eigener beweging... De soeverein (dat wil zeggen de politicus) is geheel ontheven van een taak, waarvan de uitvoering hem noodzakelijkerwijs zal blootstellen aan talloze dwalingen, en voor de uitvoering waarvan geen menselijke wijsheid of kennis ooit toereikend zou kunnen zijn - de taak om toe te zien op de nijverheid van privé-personen.")
Smith waarschuwt in de conclusie van Boek I voor de samenzwering tegen het publiek (en de vrije markt) door machtige economische belangen die van het gebrek aan kennis bij de wetgevende macht gebruik maken om hun eigenbelang tot publiek belang te verheven.
"Their superiority over the country gentleman is not so much in their knowledge of the public interest, as in their having a better knowledge of their own interest than he has of his. It is by this superior knowledge of their own interest that they have frequently imposed upon his generosity, and persuaded him to give up both his own interest and that of the public, from a very simple but honest conviction that their interest, and not his, was the interest of the public. The interest of the dealers, however, in any particular branch of trade or manufactures, is always in some respects different from, and even opposite to, that of the public. To widen the market and to narrow the competition, is always the interest of the dealers. To widen the market may frequently be agreeable enough to the interest of the public; but to narrow the competition must always be against it, and can serve only to enable the dealers, by raising their profits above what they naturally would be, to levy, for their own benefit, an absurd tax upon the rest of their fellow-citizens."
Boek I van de Wealth of Nations eindigt met de volgende paragraaf over hoe moet worden aangekeken tegen voorstellen voor wetten en regulering, die afkomstig zijn van de ondernemende klasse (the third order).
"The proposal of any new law or regulation of commerce which comes from this order ought always to be listened to with great precaution, and ought never to be adopted till after having been long and carefully examined, not only with the most scrupulous, but with the most suspicious attention. It comes from an order of men whose interest is never exactly the same with that of the public, who have generally an interest to deceive and even to oppress the public, and who accordingly have, upon many occasions, both deceived and oppressed it."
("Voorstellen voor enige wet of regulering voor de handel uit deze hoek behoren altijd met grote omzichtigheid betracht te worden en zouden nooit aangenomen mogen worden voordat deze langdurig en zeer zorgvuldig onderzocht zijn op hun mogelijke gevolgen, niet alleen met de grootst mogelijke nauwgezetheid, maar ook met de grootst mogelijke argwaan. Zij komen immers van het soort mensen wier belang nooit geheel gelijk zal zijn aan dat van het publiek, het soort mensen dat er doorgaans belang bij heeft het publiek te bedriegen en zelfs te onderdrukken en dat het dienovereenkomstig niet zelden zowel misleid als onderdrukt (benadeeld) heeft.")

#### De derde orde
Smith koesterde een natuurlijk wantrouwen tegenover de derde klasse ('third order'): zij die leven door en voor winst. Hij was van mening dat de leden van deze klasse, vooral zij die tezamen opereerden in gilden, een machtsblok konden vormen en de staat konden manipuleren bij het regelen van speciale voorwaarden voor de handeldoenden.
People of the same trade seldom meet together, even for merriment and diversion, but the conversation ends in a conspiracy against the public, or in some contrivance to raise prices. (boek 1, hoofdstuk 10).
("Mensen van hetzelfde beroep komen zelden samen, zelfs niet voor vertier en verstrooiing, maar het gesprek loopt uit in een samenzwering tegen het volk of in een list om de prijzen te verhogen.")
"The interest of the dealers, however, in any particular branch of trade or manufactures, is always in some respects different from, and even opposite to, that of the public. To widen the market and to narrow the competition, is always the interest of the dealers."
("Het belang van de verkopers echter, in om het even welke tak van handel of productie, is altijd in enkele opzichten verschillend van en zelfs tegengesteld aan dat van het volk. Het vergroten van de markt en het verminderen van de concurrentie is altijd het belang van de verkopers.")

### Meritocratie
Meritocratie is een belangrijk thema in het werk. Smith benadrukt dat het van vitaal belang is dat individuen de gelegenheid wordt geboden hun talenten volledig te ontplooien, zonder de tussenkomst van buitenaf van hen die hogere sociale resultaten als doel nastreven. Smith poneert dat deze tussenkomst tot inefficiëntie in de arbeidsverdeling leidt, en in het algemeen de vooruitgang tegenwerkt.

### Win-Win Transactie
Van alle innovatieve theorieën en waarnemingen in The Wealth of Nations is de scherpzinnigste (en voor het economische denken van die tijd de revolutionairste) misschien wel Smiths herziening van de resultaten van een handelstransactie. Tot The Wealth of Nations verscheen werd algemeen aanvaard dat iedere economische transactie er maar één kant "won". Met andere woorden, hetzij de koper, hetzij de verkoper "bedroog" de ander — een van beiden ging tevreden naar huis, de ander nam zichzelf ten slotte kwalijk dat hij zich had laten bedotten.
Smith verwierp deze gedachte en verklaarde dat een vrijwillige transactie, waarbij beide partijen over informatie beschikten, altijd beide partijen ten goede komt. De voorwaarde is namelijk dat er geen sprake is van dwang of fraude. Wanneer de koper iets waardevols ruilt met de verkoper voor iets anders dat waarde heeft, winnen beide partijen. Dit komt doordat de koper de waar van de verkoper hoger schat dan wat hij aan de verkoper geeft in ruil voor zijn waar. En de verkoper op zijn beurt is ook gelukkig omdat hij zijn waar minder waard acht dan die van de ander. Deze overdracht van goederen zal nooit plaatsvinden als dit niet het geval is, omdat geen van beide partijen iets zal willen inruilen voor iets dat hij minder waard acht dan zijn eigen goed.

### De diamant-waterparadox
Smith kaart in The Wealth of Nations een probleem aan dat de grote economische geesten van zijn tijd bezighield. Dit probleem school in de manier waarop de waarde van voorwerpen werd geschat. De twee heersende theorieën voor zo'n schatting waren in Smiths tijd de zogenaamde "praktische theorie van waarde" en de "arbeidstheorie van waarde".
De praktische theorie van waarde (ook de objectieve of intrinsieke theorie van waarde genoemd) hield in dat de waarde van een voorwerp bepaald werd door zijn nut voor de mens. Dit was tot de komst van Smith een algemeen aanvaarde theorie. Maar als deze gedachte waar is, waarom is diamant, dat in die tijd niet echt nuttig was, dan veel duurder dan water, dat noodzakelijk was voor het bestaan van de mens? Dit probleem werd de diamant-waterparadox genoemd.
Smith lost het raadsel niet op in zijn werk, maar hij duidt het aan als een belangrijke vraag die beantwoord dient te worden. Hij probeert wel een oplossing te geven door de arbeidstheorie aan te passen: hij stelt dat diamanten waardevoller zijn dan water door hun zeldzaamheid, en doordat er veel moeite gedaan moet worden om diamant te winnen en te polijsten. Smith geeft zelf toe dat hij hiermee het probleem niet geheel oplost, omdat er niet verklaard wordt waarom diamanten meer waard zijn dan bijvoorbeeld smaragden, waarvan de winning nog meer moeite kost en die ook veel zeldzamer zijn. Ook wordt niet verklaard waarom een grote, makkelijk gevonden diamant duurder is dan een kleine die moeilijk te vinden is.

## Geschiedenis en betekenis
The Wealth of Nations kwam uit in 1776, tijdens de Verlichting. Het werk beïnvloedde niet alleen auteurs en economen, maar ook regeringen en organisaties. Zo werd bijvoorbeeld Alexander Hamilton deels beïnvloed door The Wealth of Nations toen hij zijn Report on Manufactures schreef, waarin hij vele van Smiths conclusies bestreed. Het is interessant dat Hamilton veel van zijn Report baseerde op het gedachtegoed van Jean-Baptiste Colbert en voor een deel was The Wealth of Nations ook als reactie op Colbert bedoeld.

### Ideologische duiding
Over de ideologische en politieke duiding van The Wealth of Nations lopen de meningen uiteen. Heilbroner meende erop dat Smith zich noch tegen het kapitaal, noch tegen de arbeid opstelde, maar bovenal opkomt voor het belang van de consument: de rechtvaardiging voor perfect liberty op de markt is niet intrinsiek, maar is gelegen in het voordeel van efficiëntie en prijsverlaging. Smith betoonde zich bezorgd over de arbeidsomstandigheden in de vroege fabrieken, de lange werkdagen en het afstompende effect daarvan op de arbeiders. Ook waarschuwde hij tegen de neiging van handelaars om 'samenzweringen tegen het publiek' te vormen. Uiteindelijk, echter, huldigt The Wealth of Nations wel degelijk het principe van laissez-faire, zodat het begin negentiende eeuw gebruikt kon worden om tegen de regulering van fabrieksarbeid te pleiten.
Een andere opvatting is Perelman toegedaan. Die beschrijft Smiths voorstelling van een individualistische maatschappij waarin het najagen van eigenbelang het algemeen belang dient vooral als een manifest voor de opkomende kleinburgers van het laatachttiende-eeuwse Groot-Brittannië. Hun ideaal van hard werken om hogerop te komen, dat Smith zo effectief verkondigt, was een gewantrouwd minderheidsstandpunt: de oude aristocratie keek neer op Smiths lower middle class, terwijl onder de lagere klassen het accepteren van loonarbeid in plaats van direct voor het eigen levensonderhoud te werken algemeen geassocieerd werd met dwang (in de vorm van enclosure en de clearances). Hoewel het idee dat loon alleen voldoende prikkel kon zijn om de lagere klassen aan het werk te houden al in 1760 was geformuleerd, stagneerden de lonen vanaf 1770 en bleef het gebruik van geweld aan de orde van de dag. Tegenover dit heersende beeld van werk als dwang stelde hij een populistische utopie van hardwerkende, kleine ondernemers die door spaarzaamheid zouden kunnen opklimmen tot kleine kapitalisten.
Smith verwachtte dat de vrijhandel die hij voor ogen had deze utopie zou kunnen verwezenlijken en de dominante positie van grootgrondbezitters tot een einde zou brengen:
[a]ll for ourselves, and nothing for other people, seems, in every age of the world, to have been the vile maxim of the masters of mankind.
("Alles voor onszelf en niets voor anderen, lijkt in ieder tijdperk de gemene spreuk te zijn geweest van de heersers over de mensheid.")
Dit najagen van eigenbelang zou de doodklok luiden voor hun manier van leven. Zodra de "heersers over de mensheid" door buitenlandse handel toegang krijgen tot een markt van luxegoederen, hebben zij de kans om deze spreuk in daden om te zetten en enkel voor eigen genot te gaan consumeren. Hun pachten gaan dan niet langer op aan patrimoniale gunsten, maar vloeien richting de handelaren en producenten.

### Invloed op de economische wetenschap
Veel auteurs werden beïnvloed door The Wealth of Nations en gebruikten het als uitgangspunt voor hun werk. Jean-Baptiste Say, David Ricardo, Thomas Malthus en later ook nog Karl Marx en Ludwig von Mises zijn de belangrijkste auteurs die de invloed van Smiths boek ondergingen.
The Wealth of Nations betekende een grote sprong vooruit in de economische wetenschap. Het is in dat opzicht vergelijkbaar met wat Isaac Newtons Principia Mathematica voor de fysica betekende, of Antoine Lavoisiers Traité élémentaire de chimie voor de chemie.

## Anachronismen
Sommige moderne besprekingen van het boek passen de boodschap van het boek toe op de moderne economie, maar maken zich schuldig aan anachronismen. Dit komt vooral doordat men het boek leest alsof het in deze tijd is geschreven. Er zijn enkele aspecten waar even bij moet worden stilgestaan:
- De term kapitalisme werd niet door Smith gebruikt. Smith spreekt van een system of perfect liberty of van een "system of natural liberty" ("een systeem van natuurlijke vrijheid").
- Feodaliteit was nog steeds dominant aanwezig in Europa.
- De (feodale) bedrijven waar Smith het over heeft, verschillen sterk van moderne bedrijven.

## Uitgaven
Tijdens het leven van Smith werd The Wealth of Nations in totaal viermaal herdrukt, de oorspronkelijke druk in 1776 en de tweede tot vijfde in 1778, 1784, 1786 en 1789. Na de dood van Smith in 1790 verschenen er nog talrijke uitgaven.
Om de evolutie van het werk te begrijpen (Smith paste het boek bij iedere herdruk wat aan), heeft een team geleid door Edwin Cannan de eerste vijf drukken met elkaar vergeleken. De verschillen werden samen met een geredigeerde vijfde druk in 1904 gepubliceerd. Men ontdekte talrijke kleine verschillen tussen de eerste en de tweede uitgave (waaronder vele toegevoegde voetnoten), die beide in twee delen waren uitgekomen.
De verschillen tussen de derde en vierde uitgave zijn echter belangrijker: in 1784 voegde Smith Additions and Corrections to the First and Second Editions of Dr. Adam Smith’s Inquiry into the Nature and Causes of the Wealth of Nations aan de driedelige derde druk toe ("Addenda en Correcties bij de eerste en tweede druk van Dr. Adam Smiths Onderzoek naar de aard en oorzaken van de rijkdom van naties"). Het werk bevatte nu voor het eerst Additions and Corrections en een index. Ook deze Additions and Corrections bevatten volledig nieuwe stukken.
De vierde druk, van 1786, vertoonde enkele kleine verschillen met de derde. Smith zegt zelf aan het begin van het boek dat hij geen wijzigingen heeft doorgevoerd.
Ten slotte geeft Cannan enkel kleine verschillen aan tussen de vierde en vijfde druk; een aantal drukfouten uit de vierde editie worden verwijderd en andere drukfouten sluipen er dan weer in.

## Voorlopers
The Wealth of Nations geldt als een klassieker in de economische literatuur en was een van de eerste werken dat de economie als zelfstandig onderwerp behandelde. Al in de tijd van Aristoteles waren er economische ideeën te vinden, maar van oudsher werden deze ingebed in een bredere maatschappijbeschouwing. Eerdere boeken met economie als hoofdonderwerp waren Tableau Economique van François Quesnay (1758), in Den Nationnale Winsten van Anders Chydenius (1765) en in de Inquiry van James Steuart (1767). Van deze drie was vooral de mercantilist Steuart van invloed op The Wealth of Nations, dat volgens Smith 'een klare en heldere weerlegging' van al Steuarts 'onjuiste principes' bevatte, zonder hem of zijn werk eenmaal te noemen.
In hoofdstuk IX van Boek IV behandelde Smith de denkbeelden van Quesnay en diens aanhanger Mercier de la Riviere. Adam Smith was positief over de vrijhandel-denkbeelden van de fysiocraten, maar hij bekritiseerde het idee dat alleen landbouw waarde creëert. Volgens Smith behoorden zowel de mensen in de landbouw als in de industrie en handel tot de productieve klasse.

## Varia
- In 1968 schreef de Zweedse econoom Gunnar Myrdal het boek Asian Drama - An Inquiry into the Poverty of Nations, waarvan de ondertitel verwees naar het klassieke werk van Adam Smith.

## Nederlandse vertaling
- Een onderzoek naar de aard en de oorzaken van de welvaart van landen, ten geleide, vertaling en annotaties Jabik Veenbaas, 2019. ISBN 9789089531889